# Ляочен
Ляочен (кит. спр. 聊城市, піньїнь: Liáochéng Shì) — місто-округ в китайській провінції Шаньдун. 

## Географія
Ляочен розташовується на заході провінції, на схід від міста починаються гори Шаньдун.

### Клімат
Місто знаходиться у зоні, котра характеризується вологим субтропічним кліматом. Найтепліший місяць — липень із середньою температурою 27.1 °C (80.8 °F). Найхолодніший місяць — січень, із середньою температурою -1.5 °С (29.3 °F).
| Клімат Ляочена          | Клімат Ляочена | Клімат Ляочена | Клімат Ляочена | Клімат Ляочена | Клімат Ляочена | Клімат Ляочена | Клімат Ляочена | Клімат Ляочена | Клімат Ляочена | Клімат Ляочена | Клімат Ляочена | Клімат Ляочена | Клімат Ляочена |
| Показник                | Січ.           | Лют.           | Бер.           | Квіт.          | Трав.          | Черв.          | Лип.           | Серп.          | Вер.           | Жовт.          | Лист.          | Груд.          | Рік            |
| Середня температура, °C | −1,5           | 1              | 7,5            | 14,8           | 21             | 25,9           | 27,1           | 26,1           | 21,1           | 15,2           | 7,4            | 0,7            | 13,9           |
| Норма опадів, мм        | 5.5            | 7.4            | 14.3           | 30.5           | 35.8           | 68             | 179.4          | 131.3          | 54.7           | 32.2           | 16             | 6.3            | 581.4          |
| Днів з опадами          | 2,3            | 3,8            | 4              | 6,4            | 5,3            | 7,6            | 13,9           | 11,4           | 8              | 6,2            | 5,2            | 3,3            | 77,4           |
| Вологість повітря, %    | 53.4           | 54             | 51.8           | 51.8           | 52.9           | 56.2           | 74.8           | 77.2           | 69.4           | 65.1           | 61.1           | 57.1           | 60.4           |
| ----------------------- | -------------- | -------------- | -------------- | -------------- | -------------- | -------------- | -------------- | -------------- | -------------- | -------------- | -------------- | -------------- | -------------- |
| Джерело: Weatherbase    |                |                |                |                |                |                |                |                |                |                |                |                |                |